# Subaru R-2
Ne doit pas être confondu avec Subaru R1/R2.

## Histoire
La R-2 est une keijidōsha, un type de voiture qui tendait à se multiplier au Japon à l'époque. Le véhicule affichait un comportement stable et offrait suffisamment de place à quatre personnes. La R-2 a profité du savoir des ingénieurs, grâce à la Subaru 360 qui l'a précédée.